# David dello spettatore
Il David dello spettatore è un premio cinematografico assegnato annualmente nell'ambito dei David di Donatello, a partire dall'edizione del 2019.
Viene assegnato al film italiano che ha totalizzato il maggior numero di presenze di spettatori (e non il maggior incasso) calcolato entro la fine di febbraio.

## Vincitori e candidati
I vincitori sono indicati in grassetto.

### Anni 2010
- 2019
  - A casa tutti bene, regia di Gabriele Muccino – 1 430 000 spettatori[2]

### Anni 2020
- 2020
  - Il primo Natale, regia di Ficarra e Picone – 2 363 303 spettatori[3]

- 2021
  - Tolo Tolo, regia di Luca Medici – 6 674 622 spettatori[4]

- 2022
  - Me contro Te - Il film: Il mistero della scuola incantata, regia di Gianluca Leuzzi – 805 559 spettatori[5]

- 2023
  - Il grande giorno, regia di Massimo Venier – 1 013 812 spettatori

- 2024
  - C'è ancora domani, regia di Paola Cortellesi – 5 534 653 spettatori

- 2025
  - Diamanti, regia di Ferzan Özpetek – 2 222 126 spettatori